# ポケモンゲットだぜ!
『ポケモンゲットだぜ!』は、あさだみほによる『ポケットモンスター』の漫画である。小学館の学年別学習雑誌（小学一年生-小学四年生）の1998年4月号から2002年3月号まで連載されていた。全5巻。なお、「ピカQパズルランド」にも番外編が何本か掲載されていた。

## あらすじ
主人公のシュウは、相棒のピカチュウと一緒にポケモンをゲットするための旅をする。時に笑いあり感動ありのほのぼの物語。

## 登場人物
シュウ
本作の主人公。ポケモン図鑑を完成させるために相棒のピカチュウと旅をしている。熱血で正義感は高いが、ノーコンの持ち主で、モンスターボールを上手く投げられない。ピカチュウとは相棒同士だが、よくケンカする。インカムでピカチュウと会話することができる。
シュウの手持ちポケモン
ピカチュウ
シュウがメインとして使っているポケモン。森の奥に放置されたモンスターボールに閉じ込められていたが、シュウに解放される。それ以降モンスターボールの中に入るのが嫌いになったためか、出しっぱなしでシュウと供に旅をしている。生意気な性格でよくシュウに対する悪口を言いながらケンカをするが、シュウのことは第一の親友として信頼している。
キャタピー
第1話でシュウがゲットしたポケモン。
ニドラン♂
第3話でシュウがゲットしたポケモン。怪我をしていた所をシュウに治してもらい、後に恩返しとしてパーティに加わる。実は大家族の一員でもある。
カメール
第5話でシュウがゲットしたポケモン。いたずら好きでシュウを困らせていたが、助けに来たピカチュウの迎撃のおかげでゲットされた。
ニョロモ
シュウがゲットしたポケモンでよほどうれしかったのか次の回ではモンスターボールから出す→戻すを夜まで繰り返していた。
サワムラー
辻斬り、もとい辻蹴りをしていた野生の格闘ポケモン。ピカチュウとシュウのコンビネーションで敗れるが、実は自分より強い奴と戦いたくて辻蹴りをしていたと言う。その後パーティに加わった。
メタモン
お祭りの時に怪しいおっさんから貰ったファイヤーに化けていたポケモン。騙されたと思われたが、その優れた変身能力のおかげでシュウのポケモンになった。ポケモンだけでなく人や物に変身することができる。
ディグダ
ズバット
とある洞窟でシュウがノーコンによりゲットしたポケモン。ケンとの戦いでは霧の中で敵の居場所を察知するために活躍した。更にレイとの戦いでは「ちょうおんぱ」で透明状態になっていたゲンガーを察知するために活躍した。
ナゾノクサ
シュウとピカチュウの昼食を盗み食いをしていた、メガネを掛けた名無しのトレーナーのポケモン。場所が草原であったため、草に化けながらピカチュウを翻弄していた。しかしカメールの水飛沫のおかげで思わず姿を現し、ピカチュウの迎撃により敗れてしまう。その後昼食を盗み食いをしたお詫びとしてシュウのパーティに加わった。後にひな祭り大会で活躍した。
ヤドン
ヤドラン
ウパー
ルージュラ
雪山で遭難したシュウを助けてくれたスキーヤーのお姉さんのポケモン。実は彼に人工呼吸をしたのは彼女ではなく、ルージュラ本人であった。その後何らかのきっかけによってパーティに加わる。出てくる度にシュウにキスしようとする。
ギャラドス
シュウが釣りでゲットしたポケモン。釣り上げた時に釣り親父によって魚拓にされた。空を飛ぶ事が出来るため、後に飛行手段として使用されるようになる。
バルキー→カポエラー
最初は空手王により捨てられたバルキーだったが、汚名返上のためにシュウに引き取られる。強力な「たいあたり」を使って空手王に立ち向かうが、ピンチの時にカポエラーに進化し、逆転した。その後、シュウのポケモンになった。
オタチ
ホーホー
イトマル
ヤンヤンマ
自然公園の虫取り大会の中で出会い、素早さでシュウを翻弄するも、シュウはルージュラの氷で作ったレンズで太陽の光を集め、草に火を点けることで逃げ場を上空のみに絞り、ゲットに成功。優勝したかと思いきや、公園を燃やした為に失格となった。
リングマ
森の中でシュウとピカチュウに襲い掛かった野生のポケモンだったが、実はシュウ達が食べようとしていた木の実が欲しくて追っていたことが判明した。その後、シュウのパーティに加わった。負傷した右目の古傷が特徴。
ハクリュー
りゅうのほらあなでシュウがゲットしたポケモン。飛行手段として使い、リンとランに攫われたピカチュウを助けるために活躍した。
デルビル
セレビィをゲットするためにシュウがゲットした第1の悪ポケモン。群れのボスだったが、後にピカチュウの「あまごい」で強化されたシュウのヌオーによって敗れる。その後ニューラをゲットするためにも活躍した。
ニューラ
セレビィをゲットするためにシュウがゲットした第2の悪ポケモン。ゲットした際にシュウの言う事を聞いていなかったが、サンダーから助けに来たシュウに心を開き、懐くようになる。「どろぼう」で他人、もとい他ポケモンから物を盗むという悪い癖を持っている。

リン
双子姉妹の姉。シュウのピカチュウやシュウが狙っているポケモンを奪い取るために悪事をしようとしている。フリルの付いた服を常に着用していて、ぶりっ子な性格。ポケモンのことをペットと思っているため、着せ替え人形のようにフリルな服を着させている。そのためか可愛いポケモンが大好きで、シュウのピカチュウを狙っている。しかし虫やお玉杓子、更にカッコイイ/不気味/恐いポケモンが大の嫌いな物で、シュウのニョロモを恐がっていた。
リンの手持ちポケモン
プリン
リボンが特徴的なリンの愛用ポケモン。
ピッピ
「ゆびをふる」でシュウを苦しめたリンの愛用ポケモン。フリルのドレスを着用。
イーブイ
フリルのドレスを着用していたが、登場の際活躍していなかった。
メリープ
シュウを麻痺させるために仕掛けたポケモン。

ラン
双子姉妹の妹。シュウのピカチュウやシュウが狙っているポケモンを奪い取るために悪事をしようとしている。男勝りで短気な性格の持ち主で、シュウ本人は彼女の恐ろしさに怯えたことがある。そのため、シュウをライバルとして認識し、対抗心を燃やしていた。だがその反面、素直になれないくらい彼のことが気になっている様子。虫やお玉杓子、更にカッコイイ/不気味/恐いポケモンが好きで、可愛い物が嫌いという、姉のリンとは全くの正反対な趣味を持っている。
ランの手持ちポケモン
オニドリル
パラセクトをゲットするために使用したが、逆に敗れてしまう。

トミオ
ヨーヨーボールの使い手。ノーコンのシュウに罵倒をし、ポケモンゲット対決を行わせた。シュウが負けたらポケモン図鑑を捨て、勝った場合はヨーヨーボールを授けるという賭けをしたが、大家族で出現したシュウのニドラン♂に敗れる。その後シュウにヨーヨーボールを授けようとするが、本人に断られる。ちなみに使用ポケモンは不明。

リュウコ
枯れ果てた大地でシュウと出会った少女。水晶玉を探しているらしく、見つけてくれたら雨を降らせてあげるという条件でシュウを手伝わせた。正体はハクリュー。

リョウマ
剣道少年であり、シュウの腕前を馬鹿にして勝負を受けた。
リョウマの手持ちポケモン
カモネギ
剣術の優れたリョウマのポケモン。シュウに目撃される前は座禅をしていて、心眼を使って投げて来たモンスターボールを素早く切り裂いた。ネギを刀のように扱う。

ユウキ
料理対決に出場したシュウの対抗役でプロの女性シェフ。ラッキーのたまごを使ってラーメンを作って決着をつけようとした。

ケン
自分はシュウより世界一有名な男だと指摘しているさすらいのトレーナー。確かな腕前を持っているが、シュウがゲットしたズバットに敗れる。その後、シュウとピカチュウにサイン入りのギターとコスチュームを授ける。
ケンの手持ちポケモン
カイリュー
ケンが飛行手段として使用していたポケモン。
ドガース
「えんまく」でシュウとピカチュウの視界を眩ませるために使用した目潰し用のポケモン。
カラカラ
「ホネブーメラン」で目を眩んだ状態のシュウとピカチュウを痛め付けたポケモン。
ダグトリオ
「じしん」でシュウとピカチュウの足場を崩していた足払い用のポケモン。

マサトシ
お笑い芸人を目指している、関西弁で話す少年。ピカチュウよりニャースが世界で一番と断言していて、シュウに勝負を仕掛ける。バトルの最中はネコ頭巾を被り、シュウのインカムと同じようにニャースと会話することができる（ちなみにシュウのインカムからもニャースの声が聞こえる他に、マサトシのネコ頭巾からもピカチュウの声が聞こえた）。バトル中にもニャースと漫才をしていたが、シュウの駄洒落のせいで敗れてしまう。常にボケ役で、金に拘るほどケチである。
マサトシの手持ちポケモン
ニャース
マサトシの相棒ポケモンで、漫才の相方。マサトシと同じく関西弁で話す。ツッコミ役。

ユウタ
ポケモンを無差別に集めているポケモンコレクター。温泉で安らかに入浴していたポケモンを無断でゲットしたことでシュウに勝負を仕掛けられた。
ユウタの手持ちポケモン
ブーバー
ユウタの愛用ポケモン。強力な炎技の持ち主だが、マグマに落下した際、入浴して安らぎを味わっていた事で敗れる。その後、無理矢理シュウとユウタをマグマ温泉に誘い込もうとした。

シンジ
シュウに対する強い憎しみを持つ復讐マニア。最初は本人曰く美形だったらしいが、シュウが誤って昼寝をしていた彼の顔を踏みつけたことで鼻が潰れてしまった。そのため、オコリザルと同じ顔になり、シュウに逆襲し、見事に仕返しが成功したものの、事故で歯を折ってしまい、逆恨みでシュウのせいだと思いながら再び復讐しようとした。短気な性格で、先の事を考えずに行動してしまう短所の持ち主。
シンジの手持ちポケモン
オコリザル
シンジの愛用ポケモンで、シュウがイシツブテをゲットしようとした時、ピカチュウが誤って電撃を昼寝していたオコリザルに直撃したことから仕返ししようとしていた。シンジと同じく復讐心に燃えているが、何でも復讐したがるシンジに苦労している。

レイ
暗い森の中でシュウと出会い、ポケモン勝負を仕掛けて来た少年。実は数年前に事故で死んでいる幽霊。
レイの手持ちポケモン
ゲンガー
レイの愛用ポケモン。透明になりながらピカチュウを苦しめた。

ミクリ
ある大金持ちの令嬢。敬語で話すほどおしとやかなお嬢様に見えるが、踊りを始める時は浴衣姿からポップなストリート風な服装に着替え、さらにお転婆なコギャルに一変してしまう。ダンスのプロではあるが、シュウとピカチュウのコンビネーションにより敗れる。それ以降ピカチュウを師匠と呼び、シュウをパシリ扱いするようになる。ジョウト地方に辿り着くためにシュウに同行した。
ミクリの手持ちポケモン
キレイハナ
ミクリの愛用ポケモン。実は何体もいるらしく、ダンスのパートナーとして使用していた。

ナギ
シュウのライバル。冷静沈着な性格。相手の性格や行動、及びバトルの作戦を読み取れるほどの鋭い勘の持ち主であり、シュウ以上の腕を持つ。自分のポケモンに対して非常に厳しい。
ナギの手持ちポケモン
チコリータ
ナギのポケモンではあるが、弱いために痛め付けられていた。4コマではシュウのポケモンにならないかと本人に推薦するが、ナギの方がカッコイイと言う理由で残ることに。
ヨーギラス
シュウと対戦するために最初に使用したポケモン。シュウの作戦を読みながらもピカチュウを苦しめた。
リザードン
シュウと空中戦をするために使用したポケモン。

シュウの父
シュウが幼い頃、幻のポケモンミュウを探すために家族を捨てて家を出たと言う。それ以来シュウ自身は彼の事を嫌うが、後に頼れるサポーターとしてシュウを見守るようになる。ミュウだけでなくセレビィの調査をしている。ちなみに、インカムを作ったのも彼である。
シュウの父の手持ちポケモン
ミュウツー

## 単行本
- 第1巻 1999年3月発売 ISBN 4-09-149501-X
- 第2巻 1999年8月発売 ISBN 4-09-149502-8
- 第3巻 2000年4月発売 ISBN 4-09-149503-6
- 第4巻 2000年10月発売 ISBN 4-09-149504-4
- 第5巻 2001年9月発売 ISBN 4-09-149505-2